# NGC 1906
NGC 1906 è una piccola galassia a spirale situata nella costellazione della Lepre, a una distanza di circa 145 milioni di anni luce dalla nostra Via Lattea.

## Scoperta
La galassia è stata scoperta il 12 novembre 1885 dall'astronomo statunitense Francis Leavenworth.

## Descrizione
NGC 1906 presenta una larga riga a 21 cm dell'idrogeno neutro.